# Jude Milhon
Jude Milhon   (Washington DC, 12 de març de 1939 - 19 de juliol de 2003), més coneguda amb el pseudònim Saint Jude, va ser una hacker i autora resident a l'àrea de San Francisco.
Malgrat haver nascut a Washington D. C., va passar la majoria de la seva infància i adolescència a Anderson, Indiana, on va participar activament en pro dels drets civils, fins al punt de ser empresonada en diverses ocasions per desobediència civil.
Va començar a programar després de la lectura d'un llibre titulat Teach Yourself Fortran, passant més tard a treballar, com a programadora, per a una empresa de màquines expenedores per als establiments d'autoserveis "Horn and Hadart" de Manhattan. Influïda per la cultura hippie, es va unir al moviment que s'estenia per Califòrnia i es va establir a Berkeley, on es va unir –i va animar altres dones a unir-s'hi– a la cultura cibernètica que començava a expandir-se, donant origen per exemple al primer sistema públic de Xarxa, el conegut com a projecte de la Comunitat de memòria 1973.
Milhon va encunyar el terme «cypherpunk» i va ser membre fundadora dels «cypherpunks», associació que agrupava els defensors de la privadesa digital. Va ser membre de l'associació Computer Professionals for Social Responsibility, i autora de diversos llibres, entre els quals The Cyberpunk Handbook (1995, El Manual del cyberpunk) i, al costat de R.O.Sirius, How to Mutate and Take Over the World (1996, Com mutar i dominar el món), amb qui també va fundar i va editar la revista de cultura tecnològica Mondo 2000, en la qual Milhon va treballar, com a editora cap, fins a la seva mort.
El 1994 va publicar un llibre dirigit a aquelles dones que volien iniciar-se en el hacking, tractant de desmitificar el funcionament de la Xarxa, titulat: Hacking the Wetware: The Nerd Girls Pillow-book (Piratejant els operadors: El llibre de capçalera de les noies 'nerd'). No pot oblidar-se que, en el seu inici, la xarxa d'ordinadors, que ara coneixem com a Internet, era propietat de dos grups de grans dimensions: els militars dels Estats Units i un reduït nombre d'universitats i instituts de recerca. Més tard la xarxa es va estendre a Europa per incloure el University College de Londres i es va establir un radar real a Noruega.
A la fi de la dècada dels 90 del segle xx, Saint Jude va treballar com a dissenyadora web i com a consultora d'Internet.
Va morir el 19 de juliol de 2003, víctima d'un càncer de mama.